# João Dias Talaia Sotomaior
João Dias Talaya Sotomaior, em português antigo, João Dias Tallaia Sotto-Maior (Ajuda, 25 de maio de 1732 - Sacavém, 9 de junho de 1798) foi um conhecido panegirista das cortes de D. José e D. Maria I, protegido por eles.
Talaya será imortalizado por Manuel Maria du Bocage ao referir-se-lhe, numa sátira que dirige à Nova Arcádia:
Ó triste malfadada Academia!
O vate Elmano em sátiras se espraia;
Fervem correios ao loquaz Talaia,
Que a todos teu descrédito anuncia:
João Dias Talaya era senhor de um perfil multifacetado: além de poeta, almotacé, capitão, bacharel canonista, burocrata na administração do reino, etc., foi também toureiro, atividade em que era um alvo constante das sátiras de seu antigo condiscípulo, o terrível poeta Lobo de Carvalho.

Sobretudo, João Dias Talaya Sottomaior era especialmente dotado para as relações sociais. Na sua residência de Sacavém, ele reunia, sob o patrocínio de D. Pedro III, a Academia dos Obsequiosos,  agremiação literária, fundada pelo mesmo Talaya no ano de 1777, "onde só se aplaudem os anos e as virtudes de Suas Magestades Fidelíssimas", conforme enunciava a sua divisa.
Sua filha D. Mariana Victória, afilhada do Doutor José Ricalde Pereira de Castro, igualmente captará os seus dotes "discursivos".